# Peter Mensah

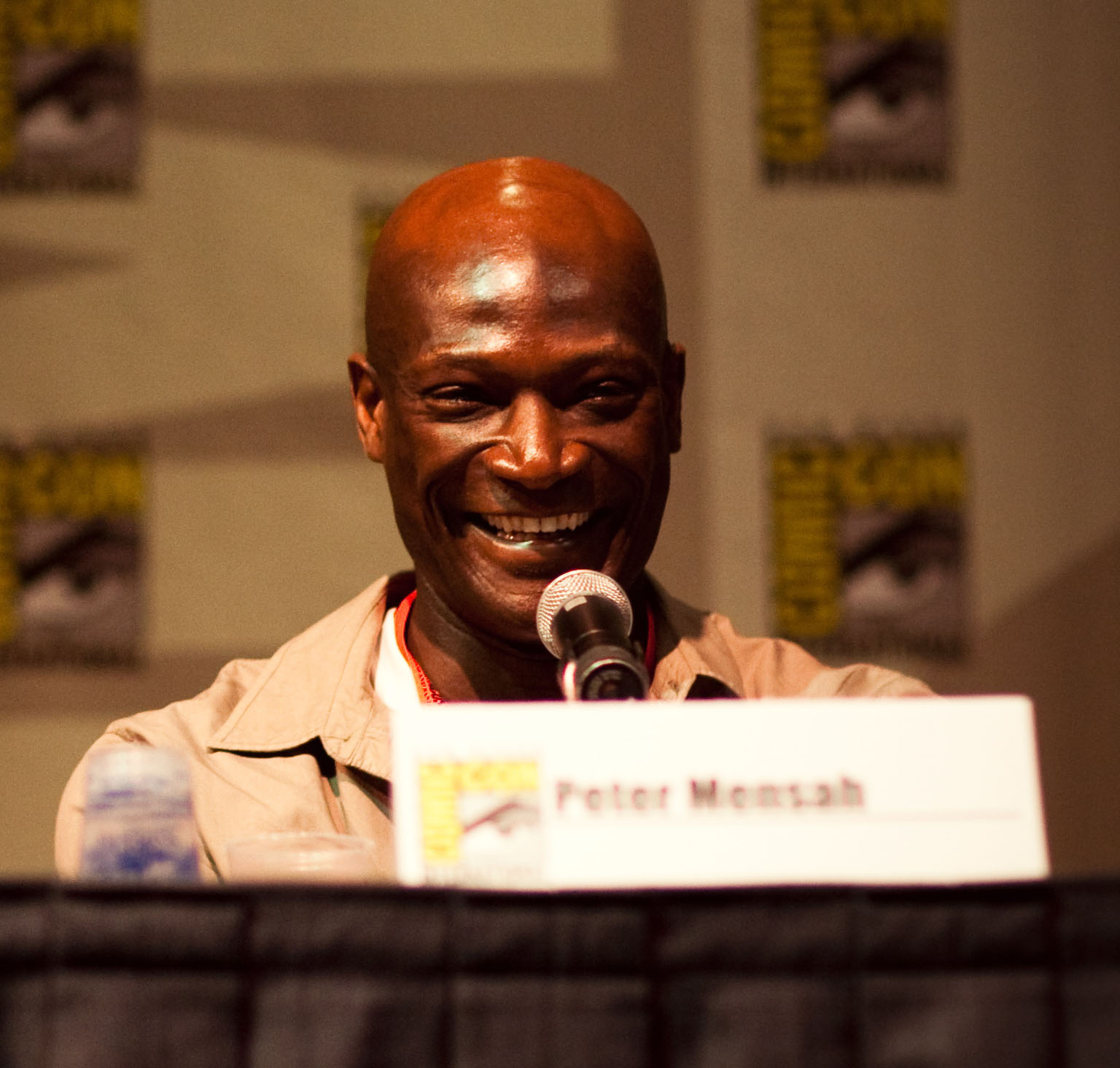
Peter Mensah (2009)

Peter Mensah (* 27. August 1959 in Accra, Ghana) ist ein ghanaisch-kanadischer Filmschauspieler.

## Leben
Peter Mensah stammt aus dem Volk der Aschanti und wurde als ältestes von drei Kindern eines Ingenieurs und einer Schriftstellerin in Ghana geboren. In jungen Jahren zog er mit seinen beiden jüngeren Schwestern in die britische Grafschaft Hertfordshire, wo er bis zum Alter von elf Jahren in St Albans lebte. 1981 zog er nach Kanada, wo er seither lebt.
Mensah steht seit 1995 als Schauspieler vor der Kamera. Zu seinem Repertoire zählen überwiegend Auftritte in Action- und Science-Fiction-Serien, darunter Nikita, Mission Erde – Sie sind unter uns, Star Trek: Enterprise oder Terminator: The Sarah Connor Chronicles. Seit der Jahrtausendwende wurde Mensah auch als Darsteller für einige kommerziell erfolgreiche Spielfilme verpflichtet, wie beispielsweise 300 oder Hidalgo – 3000 Meilen zum Ruhm. 2009 wirkte er in James Camerons Film Avatar – Aufbruch nach Pandora mit.
Von 2010 bis 2013 war er in der Fernsehserie Spartacus als Gladiatorentrainer Drago zu sehen. Im Februar 2012 bekam er eine Rolle als Diplomat in der HBO-Horror-Fantasyserie True Blood.

## Filmografie (Auswahl)
- 2000: Die Prophezeiung (Bless the Child)
- 2000: Bruiser
- 2000: Relic Hunter – Die Schatzjägerin (Relic Hunter, Fernsehserie, 1 Folge)
- 2001: Jason X
- 2003: Tränen der Sonne (Tears of the Sun)
- 2004: Hidalgo – 3000 Meilen zum Ruhm (Hidalgo)
- 2005: Star Trek: Enterprise (Folge 4x20)
- 2007: 300
- 2008: Terminator: The Sarah Connor Chronicles (Fernsehserie, 2 Folgen)
- 2008: Der unglaubliche Hulk (The Incredible Hulk)
- 2009: Avatar – Aufbruch nach Pandora (Avatar)
- 2010–2013: Spartacus (Fernsehserie, 23 Folgen)
- 2011: Spartacus: Gods of the Arena (Miniserie)
- 2012: True Blood (Fernsehserie, 8 Folgen)
- 2014: 300: Rise of an Empire
- 2015–2016: Sleepy Hollow (Fernsehserie, 12 Folgen)
- 2017–2018: Midnight, Texas (Fernsehserie, 19 Folgen)
- 2018: Scorpion King: Das Buch der Seelen (The Scorpion King: Book of Souls)
- 2018: Marvel’s Agents of S.H.I.E.L.D. (Fernsehserie, 6 Folgen)
- 2019: Departure (Fernsehserie, 6 Folgen)
- 2021: Snake Eyes: G.I. Joe Origins
- 2024: Gladiator II